# Саад Харірі
Саад ад-Дін Рафік аль-Харірі (араб. سعد الدين رفيق الحريري, нар. 18 квітня 1970, Ер-Ріяд, Саудівська Аравія) — ліванський мільярдер і політичний діяч. Прем'єр-міністр Лівану (2016—2020). Другий син Рафіка Харірі, убитого прем'єр-міністра Лівану. Після смерті свого батька очолив «Рух за майбутнє», створене його батьком, а також ліванську коаліцію M14. Провів декілька років за кордоном, а 8 серпня 2014 року повернувся до Лівану і вже 3 листопада 2016 року був призначений Прем'єр-міністром.

## Ранні роки
Саад Харірі — син Рафіка Харірі і його першої дружини Нідаль аль-Бустані (родом з Іраку, має курдське походження), народився і виріс в Ер-Ріяді, Саудівська Аравія. Крім арабської, говорить англійською і французькою мовами. Закінчив університет Джорджтауна за спеціальністю «Управління бізнесом». Потім повернувся до Лівану і керував частиною бізнесу батька до його вбивства. Коли його батько був убитий в лютому 2005 року, його фінансовий стан досяг 4,1 мільярда доларів. Згідно журналу Forbes, в списку найбагатших людей світу він знаходиться під номером 522.

## Види діяльності
До початку політичної кар'єри Харірі був президентом правління компанії «Oger Telecom», яка надає телекомунікаційні послуги на Середньому Сході і в Африці. Був головою правління компаній «Omnia Holdings», членом правління «Oger International Entreprise de Travaux Internationaux», «Saudi Oger», «Saudi Investment Bank», «Saudi Research and Marketing Group» і «Future Television».

## Політична кар'єра
20 квітня 2005 роки родина Харірі оголосила, що Саад Харірі очолить «Рух за майбутнє», сунітський рух, який було створено його покійним батьком. Він також очолив ліванську коаліцію M14, утворену після «кедрової революції», діяльність якої, поряд з масовими демонстраціями і за підтримки Заходу, привела до виведення сирійських військ з території Лівану через 29 років.

### Прем'єр-міністр (2009—2011)
Саад Харірі був прем'єр-міністром Лівану з 9 листопада 2009 року по 13 червня 2011 року.

### Криза державного управління
12 січня 2011 року, незабаром після того, як Саад Харірі фотографувався з Бараком Обамою в Овальному кабінеті, опозиційні партії відділилися від об'єднаного кабінету міністрів Лівану в знак протесту проти нездатності уряду приймати жорсткі рішення. Це призвело до краху кабінету міністрів. Вихід партії «Хезболла» зі складу уряду призвів до непорозумінь в результаті розслідування вбивства Рафіка Харірі. Офіцери відділу спецоперацій «Хезболла» були причетні до цього.
Чотири місяці Харірі виконував обов'язки прем'єр-міністра. Новий уряд Лівану було сформовано 13 червня 2011 року, його очолив Наджиб Мікаті. Він же створив коаліцію «8 березня».

### Сирійський ордер на арешт
12 грудня 2012 року Сирія видала ордер на арешт Харірі, депутата партії «Рух за майбутнє» Окаба Сакра та офіційного представника ВСА Луай аль-Мокдада за звинуваченням у постачанні зброї та фінансуванні сирійських опозиційних груп. У відповідь Харірі зробив офіційну заяву, назвавши Башара Асада «чудовиськом».

### Прем'єр-міністр (2016—2017)
Після більш ніж дворічного застою посаду Президента Лівану зайняв претендент від коаліції «8 березня» Мішель Аун . Незабаром після інавгурації він підписав указ про призначення Харірі прем'єр-міністром вдруге. Він обійняв посаду 18 грудня 2016 року.
4 листопада 2017 року, вдруге за місяць перебуваючи з візитом в Ер-Ріяді, в телевізійному зверненні звинуватив Іран у втручанні в арабські справи і оголосив про свою відставку.
За декілька днів уряд Саудівської Аравії зажадав від підданих королівства негайно покинути Ліван, а анонімні представники ліванського уряду висловлювали в пресі думку, що Харірі знаходиться під тиском саудівського уряду та не має свободи пересування. У свою чергу, ліванська преса відзначала незвичайні особливості його останнього візиту на Аравійський півострів: він несподівано вирушив туди один, у супроводі двох охоронців.
Станом на 10 жовтня, ліванський уряд не отримав документа про складання повноважень від Харірі. Через це він залишається прем'єр-міністром Лівану. Високопоставлені джерела Reuters в уряді Лівану заявили, що Саад 7арірі утримується під домашнім арештом в Саудівській Аравії, а джерела Al Jazeera розповіли, що президент країни Мішель Аун звернеться за допомогою до США, Великої Британії, Китаю та Росії заради повернення прем'єра до Лівану.